# 圣卢西亚 (巴伊亚州)
圣卢西亚（葡萄牙語：Santa Luzia）是巴西巴伊亚州的一个市镇。总面积785.193平方公里，总人口14908人，人口密度19人/平方公里。